# Trattato di Avignone
Il trattato di Avignone firmato il 20 agosto 1372 da Federico IV d'Aragona e Giovanna d'Angiò e con l'aiuto di papa Gregorio XI, fu un atto per chiudere gli scontri dopo la conclusione della guerra del vespro con la Pace di Caltabellotta. Con la mediazione di papa Gregorio XI, Federico fu riconosciuto re di Trinacria, Giovanna regina di Sicilia.